# Ligne de tramway 525
La ligne 525 est une ancienne ligne de tramway de la Société nationale des chemins de fer vicinaux (SNCV) qui reliait Éghezée à Seilles entre 1886 et 1955.

## Histoire
La ligne est mise en service en traction vapeur le 18 octobre 1886 entre la gare d'Andenne (à Seilles) et Éghezée (nouvelle section, capital 3). L'exploitation est assurée par la société anonyme Mosane pour l'exploitation des chemins de fer vicinaux.
Au cours de la Première Guerre mondiale, entre décembre 1916 et juillet 1917, l'occupant démonte les voies entrainant la suppression de la ligne, le service reprend progressivement le 7 septembre 1919 entre la gare d'Andenne et Bierwart, le 21 septembre jusqu'à Forville et le 3 juillet 1920 jusqu'à Éghezée.
Au 1er janvier 1929, l'exploitation est alors reprise directement par la SNCV.
Au cours des années 1930 ou 1940 (attesté en 1947), elle est limitée d'Éghezée au dépôt de Forville, elle est remplacée sur cette section par la ligne 532.

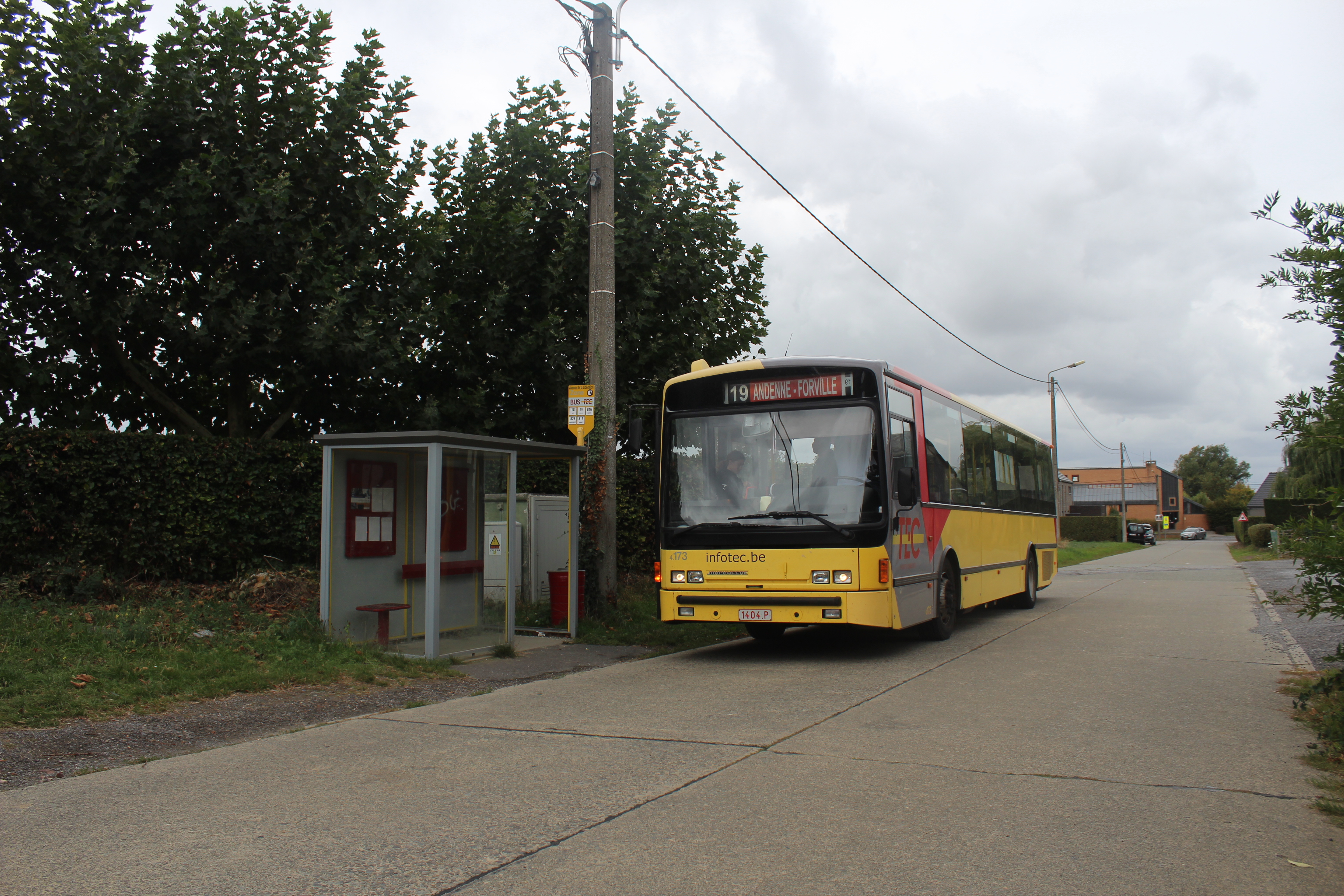
22 09 2018, autobus Jonckheere S2000T sur la ligne 19 devant le dépôt de Forville.

Le 2 octobre 1955, la ligne est supprimée, elle est remplacée par une ligne d'autobus sous l'indice 19, cette ligne est toujours exploitée,. Les voies de la ligne restent utilisées pour le trafic fret jusqu'à la fermeture à tout-trafic  le 1er décembre 1959 des sections gare d'Éghezée - Bierwart Carrefour et Bierwart Route d'Héron - gare d'Andenne (capital 3), la section entre Bierwart Carrefour et la route d'Héron reste utilisée pour le trafic fret par la ligne 530/1.

## Infrastructure

### Voies et tracés
La voie est construite à l'écartement métrique (1 000 mm).

### Dépôts et stations
Nom : (gare) : quand le dépôt ou la station est accolé ou proche d'une gare.
Type : D : dépôt , S : station , Sf : si la station sert de gare douanière à la frontière , Sp : si la station est établie dans un bâtiment privé le plus souvent un café ou plus rarement une habitation privée.
| Illustration | Nom              | Type | Commune               | Localisation                | État            | Remarques |
| ------------ | ---------------- | ---- | --------------------- | --------------------------- | --------------- | --------- |
|              | Andenne          | D    | Andenne (Seilles)     | 50° 29′ 50″ N, 5° 06′ 09″ E | En service TEC. |           |
|              | Bierwart (dépôt) | D    | Fernelmont (Bierwart) | 50° 33′ 23″ N, 5° 02′ 12″ E | Hors service.   |           |
|              | Bierwart (gare)  | S    | Fernelmont (Bierwart) | 50° 33′ 17″ N, 5° 02′ 18″ E | Hors service.   |           |
|              | Forville         | D    | Forville              | 50° 34′ 24″ N, 5° 00′ 00″ E | En service TEC. |           |

## Exploitation

### Horaires
Tableaux horaires :
- Été 1931 : 525[5].
- 630 en 1950[6].